# Косаковка (Херсонская область)
Косаковка (укр. Косаківка) — село в Нижнесерогозской поселковой общине Генического района Херсонской области Украины.
Население по переписи 2001 года составляло 73 человека. На юге села находится Косаковский под — участок целинной непаханой степи площадью 120 га. На картах «Шуберта — Тучкова» 1868 года это место обозначено как Прогнойний под. Согласно данным Государственного земельного кадастра Украины территория пода находится в государственной собственности и отнесена к земельным участкам, которые могут быть использованы для строительства объектов возобновляемой энергетики.

## История
- В середине 1920-х годов в селе существовал польский сельский совет. Правовая база формирования национальных административно-территориальных единиц была определена постановлениями ВУЦИК и Совнаркома УССР «О выделении национальных районов и сельсоветов» от 29.08.1924 г. и принята IV сессией ВУЦИК 8-го созыва 19.02.1925 г. Этими документами устанавливалось, что национальный район может быть образован при наличии на его территории не менее 10 тыс. граждан определенной национальности, а национальный сельсовет — 500 человек. В 1930-х годах польский сельский совет, как «буржуазно-националистический», прекратил свое существование.
- Так как среди жителей села подавляющее большинство составляли лица польской национальности в 1926 г. была основана 2-х летняя школа польским языком преподавания. Обучение проводилось на польском и русском языках. На 1 января 1927 г. там училось 39 учеников, из них 6 — украинцы, которые учились на русском языке и 33 — поляка, которые учились на национальном языке. Работала школа в одну смену, преподавал один учитель — Чернецкий Петр Рахович, который был завучем и имел стаж работы 9 лет. В школе действовала детская и педагогическая библиотека. В конце 1938 года, в соответствии с постановлением ЦК КП(б)У школу с польским языком преподавания реорганизовано в украиноязычную. В постановлении Политбюро ЦК КП(б)У «О реорганизации национальных школ на Украине» (от 10 апреля 1938 г.) отмечалось: «Проверкой установлено, что враги народа троцкисты, бухаринцы и буржуазные националисты, которые орудовали в НКО УССР, насаждали особые немецкие, польские, чешские, шведские, греческие и другие школы, превращая их в очаги буржуазно-националистического влияния на детей». В связи с этим ЦК КП(б)У признал «нецелесообразным и вредным дальнейшее существование особых национальных школ, особых национальных отделов и классов при обычных советских школах».[2]
- Во время боёв на Никопольском плацдарме в селе Косаковка был розмещён 4166 полевой передвижной госпиталь и 58 медико-санитарный батальон.[3]
- На кладбище, что на окраине села, находится захоронение воинов погибших в годы Второй мировой войны, установлены имена 41 человека.[4]
- Сельскохозяйственные земли вокруг села были закреплены за колхозом им. Калинина. Большинство жителей села трудилось в этом колхозе. В Косаковке была размещена овцеводческая ферма этого сельскохозяйственного предприятия.

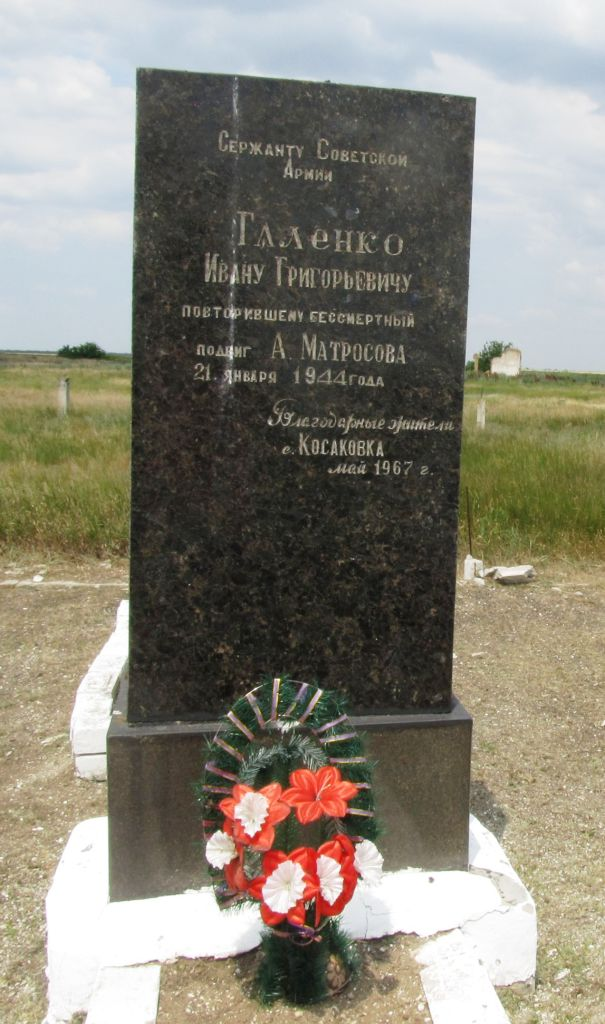
Могила Ивана Галенко.

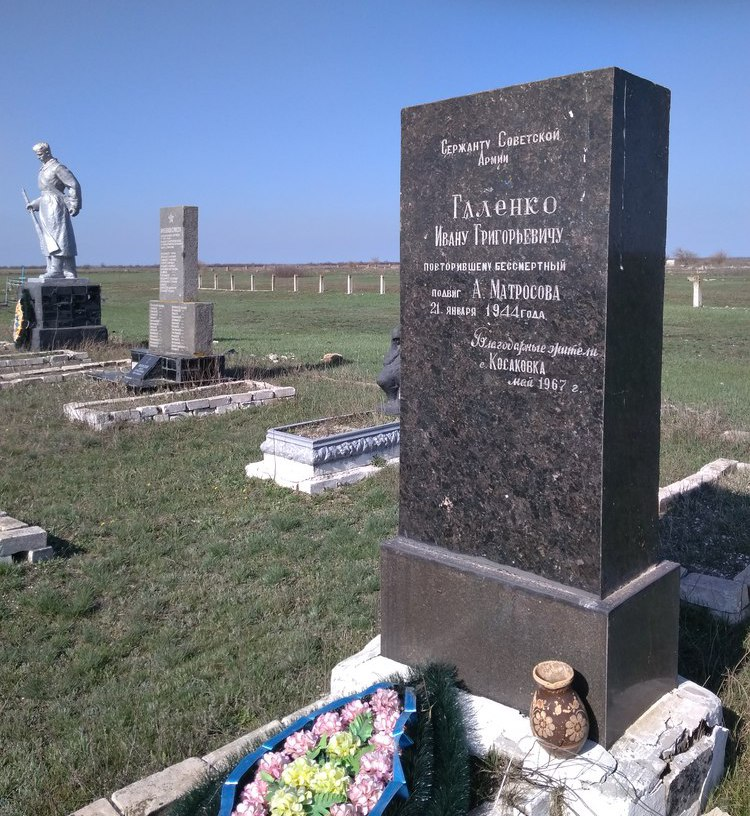
Погребение воинов Второй мировой войны в с. Косаковке.

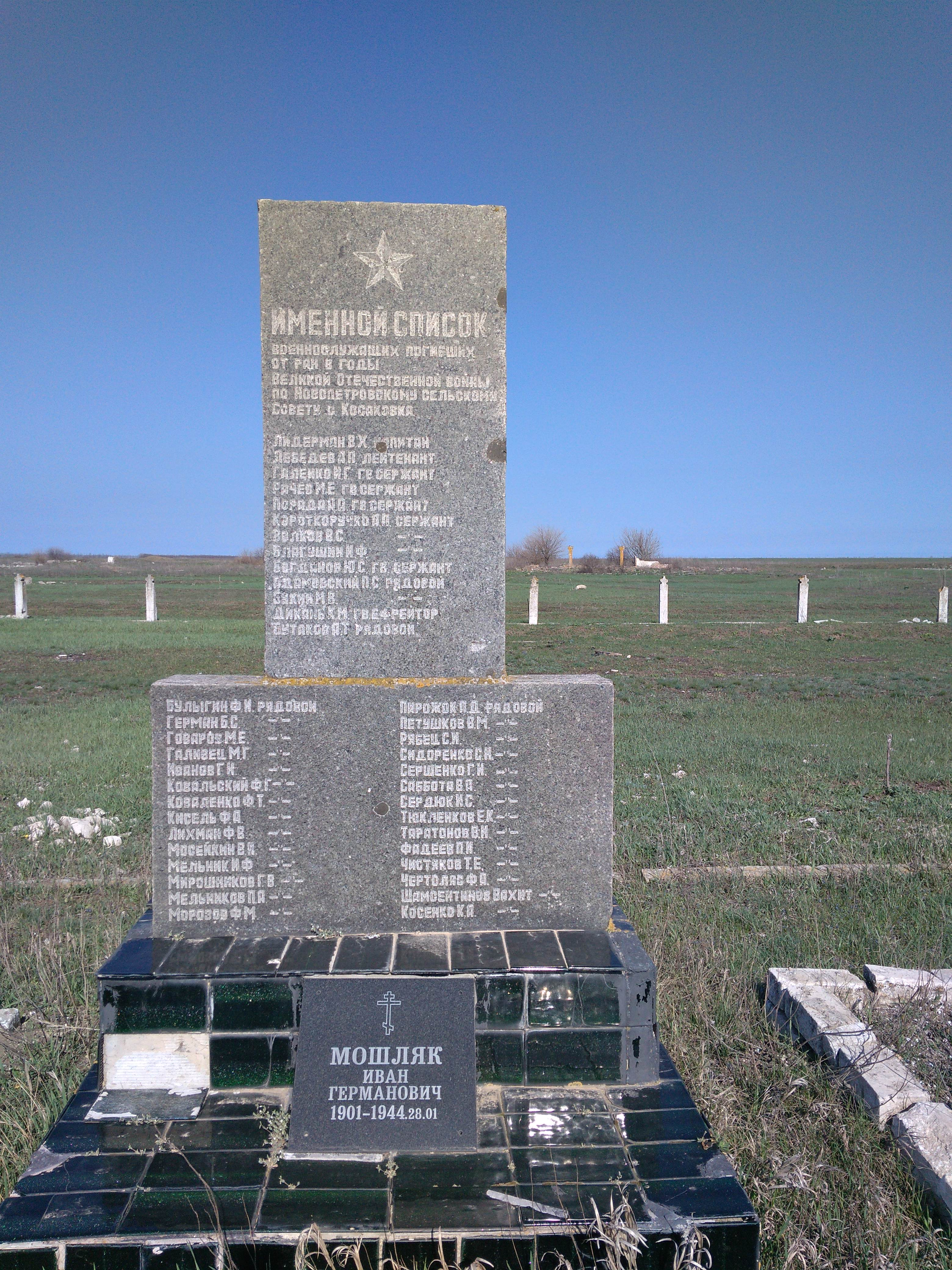
Стела с именами воинов Второй мировой войны.

- В 2022 году, во время вторжения России на Украину, село было захвачено. На данный момент находится под оккупацией ВС РФ.

## Известные люди
- Галенко Иван Григорьевич, уроженец Донецкой области Украины. В годы Второй мировой войны был сержантом-разведчиком 160-го Гвардейского стрелкового полка 54-й Гвардейской стрелковой дивизии. Освобождая свою землю от фашистов, принял участие в боевой операции на Никопольском плацдарме между сёлами Зелёное и Верхний Рогачик. По неподтверждённой информации, он 20 января 1944 года своим телом закрыл амбразуру вражеской огневой точки, спасая своих товарищей от пуль, тем самым повторил подвиг Александра Матросова. Был тяжело ранен. Умер от ран в санитарной части села Косаковка Нижнесерогозского района. Похоронен в селе Косаковка. В январе 1944 года сержант И. Г. Галенко был награжден Орденом Красной Звезды, посмертно. В дальнейшем на честь Галенко И. Г. были названы улицы села Косаковки и соседнего села Новопетровки, а также его имя носила пионерская дружина школы с. Новопетровки.[5]  Архивная копия от 8 января 2018 на Wayback Machine

## Местный совет
74711, Херсонская обл., Нижнесерогозский р-н, с. Новопетровка, ул. Ивана Галенка, 24. Почтовый индекс — 74711. Телефонный код — 5540. Код КОАТУУ — 6523883502.